# アレクサンドル・ヴォルコフ (宇宙飛行士)

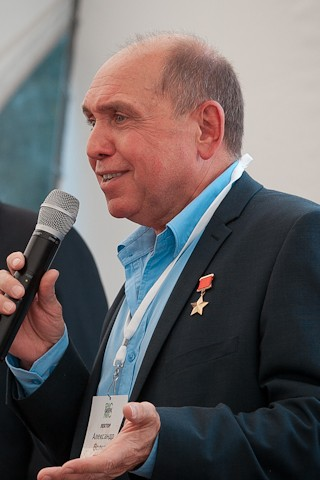
アレクサンドル・ヴォルコフ

アレクサンドル・アレクサンドロヴィチ・ヴォルコフ（ロシア語: Алекса́ндр Алекса́ндрович Во́лков, ラテン文字転写例: Aleksandr Aleksandrovich Volkov, 1948年5月27日 - ）は、ウクライナ・ソビエト社会主義共和国ゴルロフカ出身の宇宙飛行士である。ソユーズT-14、ソユーズTM-7、ソユーズTM-13のミッションに参加し、391日と11時間52分を宇宙で過ごした。
13歳の時に、ヴォルコフはユーリイ・ガガーリンが人類初の宇宙飛行を行うのを目撃し、宇宙飛行士になりたいと思った。彼はソビエト連邦の宇宙プログラムに参加し、テストパイロットになることで自分の夢を実現した。
ミール上では、彼はドッキングの制御を担当した。
ソビエト連邦が1991年に崩壊した時点で、ヴォルコフはセルゲイ・クリカレフとともにミールに滞在しており、「最後のソビエト人」になった。ヴォルコフらはソビエト人として打ち上げられ、ロシア人として地球に帰還することになった。
ヴォルコフにはソ連邦英雄、ロシア連邦英雄、レーニン勲章等、いくつかの勲章が贈られている。1991年1月から1998年8月までは、宇宙飛行士訓練センターで宇宙飛行士チームの長として働いた。彼の貢献は、将来のロシアやその他の国の飛行士がミールや国際宇宙ステーションで働く手助けとなった。
息子のセルゲイ・ヴォルコフも2008年4月8日のソユーズTMA-12で初めて宇宙飛行をした。親子で宇宙飛行士になったのはロシア人で初めてのことであった。